# Manuela Giugliano
Manuela Giugliano (* 18. August 1997 in Castelfranco Veneto) ist eine italienische Fußballspielerin. Sie steht bei der AS Rom unter Vertrag und spielt seit 2014 für die italienische Nationalmannschaft.

## Karriere

### Vereine
Manuela Giugliano spielte für die ACFD Pordenone, ehe sie 2014 von der ASD Torres Calcio verpflichtet wurde. Im folgenden Jahr unterschrieb sie einen Vertrag bei der ASD Mozzanica. Im Sommer 2016 entschied sich Giugliano zunächst, zu Atlético Madrid in die Primera División zu wechseln. Aus persönlichen Gründen entschied sie sich letztlich jedoch gegen den Wechsel. Am 22. September 2016 unterschrieb sie dann einen Vertrag bei der AGSM Verona. 2017 wechselte sie zu ACF Brescia, ehe sie in der folgenden Saison vom AC Mailand verpflichtet wurde. Nach nur einer Saison bei Mailand wechselte Giugliano am 16. Juli 2019 zur AS Rom. Aufgrund ihrer Leistungen während ihrer ersten Saison in Rom und in der Nationalmannschaft wurde sie als italienische Fußballerin des Jahres 2019 ausgezeichnet. Im August 2020 verlängerte sie ihren Vertrag bei AS Rom um drei Jahre. 2021 gewann sie mit ihrem Verein die Coppa Italia.
2024 wurde sie für den Ballon d’Or féminin nominiert.

### Nationalmannschaft
Giugliano nahm mit der U17-Mannschaft an der U-17-Fußball-Weltmeisterschaft der Frauen 2014 teil und erzielte bei dem Turnier in sechs Spielen drei Tore. Sie war auch Teil des Kaders für die Europameisterschaft 2014 und spielte bei der italienischen U-19-Mannschaft.
Für die A-Nationalmannschaft kam sie erstmals am 25. Oktober 2014 bei einem Spiel gegen die Ukraine zum Einsatz. Ihr erstes Länderspieltor erzielte sie am 18. September 2015 bei einem Spiel gegen Georgien. Antonio Cabrini berief sie in den Kader für die Fußball-Europameisterschaft der Frauen 2017. Beim Turnier kam sie in zwei Gruppenspielen zum Einsatz. Außerdem spielte sie beim Zypern-Cup 2018 und 2019. Giugliano wurde von Milena Bertolini für die Fußball-Weltmeisterschaft der Frauen 2019 nominiert und kam schließlich in allen drei Gruppenspielen sowie im Achtel- und Viertelfinale zum Einsatz. Im Jahr 2021 qualifizierte sie sich mit der Nationalmannschaft für die Teilnahme an der Fußball-Europameisterschaft der Frauen 2022, bei der sie zwei Spiele absolvierte. Für Italien spielte sie auch beim Algarve-Cup 2022 und beim Arnold Clark Cup 2023, bei dem sie ein Tor erzielte.
Am 24. Juni 2025 wurde sie für den EM-Kader nominiert.

## Erfolge
Brescia
- Italienische Supercupsiegerin: 2017

Rom
- Italienische Pokalsiegerin: 2020/21
- Italienische Supercupsiegerin: 2022/23

Individuell
- Italiens Fußballerin des Jahres: 2019, 2024
- Pallone Azzurro: 2015
- Italiens Tor des Jahres: 2023
- Team des Jahres der Serie A: 2019, 2020, 2021, 2024
- Premio Bulgarelli Number 8: 2021/22
- Spielerin der Saison der Serie A: 2023/24